# Oreixenica angeli
Oreixenica angeli är en fjärilsart som beskrevs av Couchman 1953. Oreixenica angeli ingår i släktet Oreixenica och familjen praktfjärilar. Inga underarter finns listade i Catalogue of Life.